# 波氏肢鰩
波氏肢鰩（學名：Cruriraja poeyi），為軟骨魚綱鰩目吞鰩科肢鰩屬的一種，分布於中西大西洋美國佛羅里達州到巴哈馬海域，深度385至870公尺，本魚除眼睛周圍外，體盤的上表面大部分是光滑的，除喙軟骨兩側的半透明區域外，呈現淺咖啡褐色，嘴、鰓孔和尾巴周圍的區域呈蒼白色，體長可達32.8公分，棲息在深海海域，為底棲性魚類，屬肉食性，卵生，生活習性不明。